# Hewett-Vertrag
Der Hewett-Vertrag, auch Vertrag von Adua genannt, war ein Abkommen zwischen Großbritannien, dem Khedivat Ägypten und dem Kaiserreich Abessinien (Äthiopien), das am 3. Juni 1884 in Adau unterzeichnet wurde. Der Vertrag beendete einen lange schwelenden Konflikt zwischen Ägypten und Äthiopien, löste aber indirekt einen neuen Konflikt zwischen Äthiopien und Italien aus. Der Vertrag umfasste sieben Artikel.
Die Vertragsbedingungen wurden in Asmara, im Norden des äthiopischen Reiches, von Mason Bey für Ägypten, Admiral William Hewett für Großbritannien und Ras Alula, der auch als Gastgeber fungierte, für Äthiopien ausgehandelt. Nachdem man sich auf die Bedingungen geeinigt hatte, begab man sich nach Adua, wo der Vertrag dem äthiopischen Kaiser Yohannes IV. vorgelegt wurde. Der Kaiser forderte einen Seehafen für Äthiopien, lenkte jedoch später ein. Der endgültige Vertrag stellte einen Erfolg für die anglo-ägyptischen Interessen dar.
Der erste Artikel des Vertrages sah vor, dass Äthiopien freien Transit für alle Waren, einschließlich Waffen, durch den Hafen von Massaua haben würde. Großbritannien verpflichtete sich, dieses Recht zu schützen. Im zweiten Artikel gab Ägypten Bogos, das seit 1868 besetzt war, an Äthiopien zurück. Im dritten Artikel erklärte sich Äthiopien bereit, die Evakuierung der ägyptischen Truppen aus Kassala, Amadid und Senhit zu unterstützen. Im vierten Artikel erklärte sich Ägypten bereit, die Überfahrt der neu ernannten Abunas nach Äthiopien zu gestatten. Im fünften Artikel vereinbarten Ägypten und Äthiopien die Auslieferung von Straftätern. Im sechsten Artikel erklärte sich Äthiopien bereit, im Falle von Meinungsverschiedenheiten mit Ägypten über die Bedingungen des Vertrags ein britisches Schiedsgericht zu akzeptieren.
Kurz nach der Ratifizierung des Abkommens besetzten die Italiener mit stillschweigender britischer Zustimmung Massaua, das von Ägypten geräumt worden war.